# Vilar Formoso
Vilar Formoso és una vila de La Raia portuguesa, del municipi d'Almeida, del districte de Guarda, a la regió Centre, seu de la freguesia de Vilar Formoso, amb 15,14 km² d'àrea i 2.219 habitants (al 2011). La densitat de població n'és de 146,6 hab/km². Vilar Formoso és el principal punt d'entrada per via terrestre a Portugal. Utilitzen aquest punt de pas més de cinc milions de persones a l'any, per carretera i ferrocarril. Hi passen la major part de les importacions/exportacions realitzades per via terrestre, en territori portugués.
La freguesia consta de per dos nuclis separats per la ribera de Tourões. El nucli situat més al sud és el més recent i es va desenvolupar a partir del segle xix amb la construcció al 1892 de la línia de Beira Alta, que connectava la frontera amb Figueira da Foz, i actualment connecta la frontera amb Pampilhosa.
L'entorn paisatgístic de Vilar Formoso és marcat pel típic paisatge de la Meseta: és la unitat de relleu més antiga de la península Ibèrica i ocupa la major part de la seua superfície. Hi predomina el granit, el clima contrastat de muntanya i l'aire pur i fred. S'insereix en la conca hidrogràfica del Douro, amb l'afluent més pròxim, el Côa, que dista només 7 km. Dins de la vila passa la Ribera de Tourões, que desaigua al riu Águeda.
També és una zona que històricament ha estat aprofitada per la mineria, amb la presència de les mines de S. João, d'on es procedia a l'extracció de volframi i estany, intensament explotades durant la Segona Guerra mundial, per a les potències bel·ligerants (l'Alemanya Nazi i el Regne Unit). Actualment es troben desactivades i abandonades, i és per això que constitueixen un perill ambiental, de salut i seguretat pública.

## Població
| Població de Vilar Formoso | Població de Vilar Formoso | Població de Vilar Formoso | Població de Vilar Formoso | Població de Vilar Formoso | Població de Vilar Formoso | Població de Vilar Formoso | Població de Vilar Formoso | Població de Vilar Formoso | Població de Vilar Formoso | Població de Vilar Formoso | Població de Vilar Formoso | Població de Vilar Formoso | Població de Vilar Formoso | Població de Vilar Formoso |
| ------------------------- | ------------------------- | ------------------------- | ------------------------- | ------------------------- | ------------------------- | ------------------------- | ------------------------- | ------------------------- | ------------------------- | ------------------------- | ------------------------- | ------------------------- | ------------------------- | ------------------------- |
| 1864                      | 1878                      | 1890                      | 1900                      | 1911                      | 1920                      | 1930                      | 1940                      | 1950                      | 1960                      | 1970                      | 1981                      | 1991                      | 2001                      | 2011                      |
| 450                       | 505                       | 712                       | 797                       | 921                       | 852                       | 878                       | 1 115                     | 1 308                     | 1 361                     | 1 427                     | 2 464                     | 2 833                     | 2 481                     | 2 219                     |

L'evolució demogràfica de Vilar Formoso, demostra que la població resident ha decaigut. El decreixement es deu sobretot a la fallida registrada en l'economia local desencadenada inicialment per l'adhesió de Portugal a l'època de la CEE i a l'Espai Schengen, que implicà l'obertura de les fronteres; es desmantellà la gran xarxa de serveis de què disposava Vilar Formoso, sobretot en relació amb la duana d'importació-exportació.

## Història breu
El 1758, deia el capellà de llavors que Vilar Formoso era una “terra gran en relació amb algunes ruïnes. Hui Vilar Formoso és “terra gran” perquè és la més gran del municipi amb una població que duplica la de la pròpia seu.
La zona és hui coneguda com a “Estació”; gairebé no existia quan el 1886 l'abat de Miragaia va dir: “Aquesta freguesia comprén només el llogaret de Vilar Formoso i ara tendeix a desenvolupar-se envoltant l'estació, que és elegant i espaiosa, amb totes les dependències pròpies i la delegació de la duana, un bon restaurant (...) i junt a l'estació també un hostal, cosa que representa una població important”.

### El poble
El poble en el territori d'aquesta freguesia ha de ser anterior al segle xii. La toponímia ens confirma que al nord de la població de Vilar Formoso hi ha el llogaret Tegril, que és un genitiu de nom personal d'origen germànic, Trasigildus, que al·ludeix a una villa Trasigildi del segle IX o X, al marge de la ribera de Tourões. La conservació d'aquest topònim prova la persistència de població que el va conservar fins a la creació de Vilar Formoso, que pot haver tingut el principi en aquesta “villa” o en una fracció seua, el vell “villar” que, despoblat, es tornà a poblar al segle XII a partir de Castelo Bom. És probable que la primitiva localització de l'actual població fos la rodalia de la vetusta Capella de la Senhora da Paz, doncs en la primera meitat d'aquest segle s'hi trobaren vestigis de construccions antigues. Senyal d'un poble local antiquíssim són les sepultures obertes en la roca, considerades protocristianes, si no més antigues.

### Batalles ocorregudes

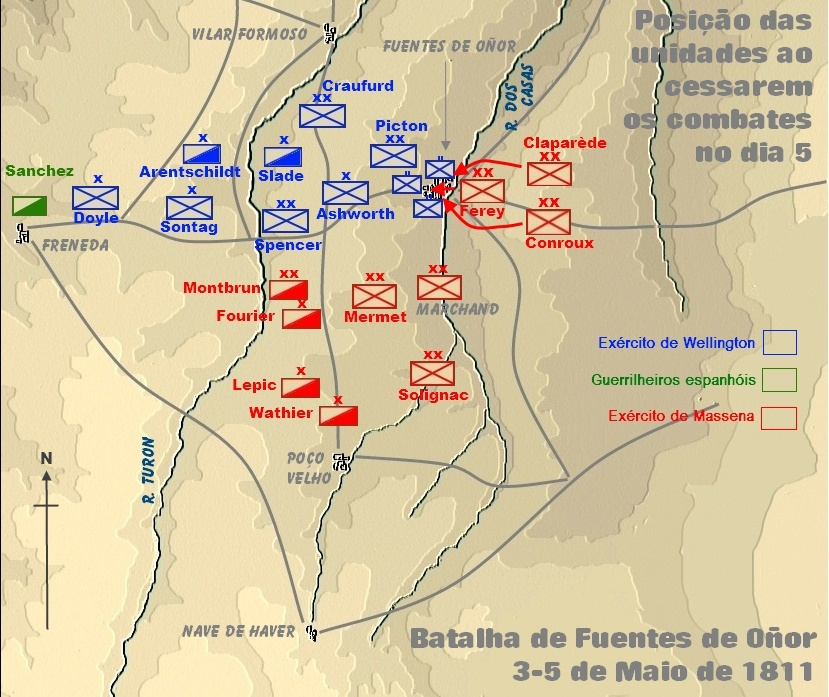
Disposició dels exèrcits angloluso, espanyol i francés en la batalla de Fontes de Onor

Per la seua situació en plena frontera, ha sofert aquesta freguesia, des de la nacionalitat, i diverses vegades, tota mena d'assalts, setges i devastacions. Va patir molt en la Guerra del Francés. Al llogaret de Châo dos Mortos, hi hagué al 1811 la famosa batalla de Fuentes de Oñoro entre Massena i l'exèrcit angloluso.

### En la ruta de fugida dels jueus en l'holocaust
Per la seua neutralitat, Portugal va tenir, durant el conflicte mundial, un paper crucial, i fou Lisboa, entre la caiguda de París i la fi de la guerra, el centre d'Europa. Per ací passaren milers de persones en la seua fugida. Si Vilar Formoso fou la principal porta d'entrada per a qui, venint d'Europa, volia entrar a Portugal, Lisboa era el gran objectiu a aconseguir. Amb el salconduit a la mà, els refugiats tenien 48 hores per a travessar l'Espanya sota Franco. La majoria de les persones eren encaminades a residències en zones de balnearis, impedits de treballar i sense permís per a eixir de la vila.

## Geografia

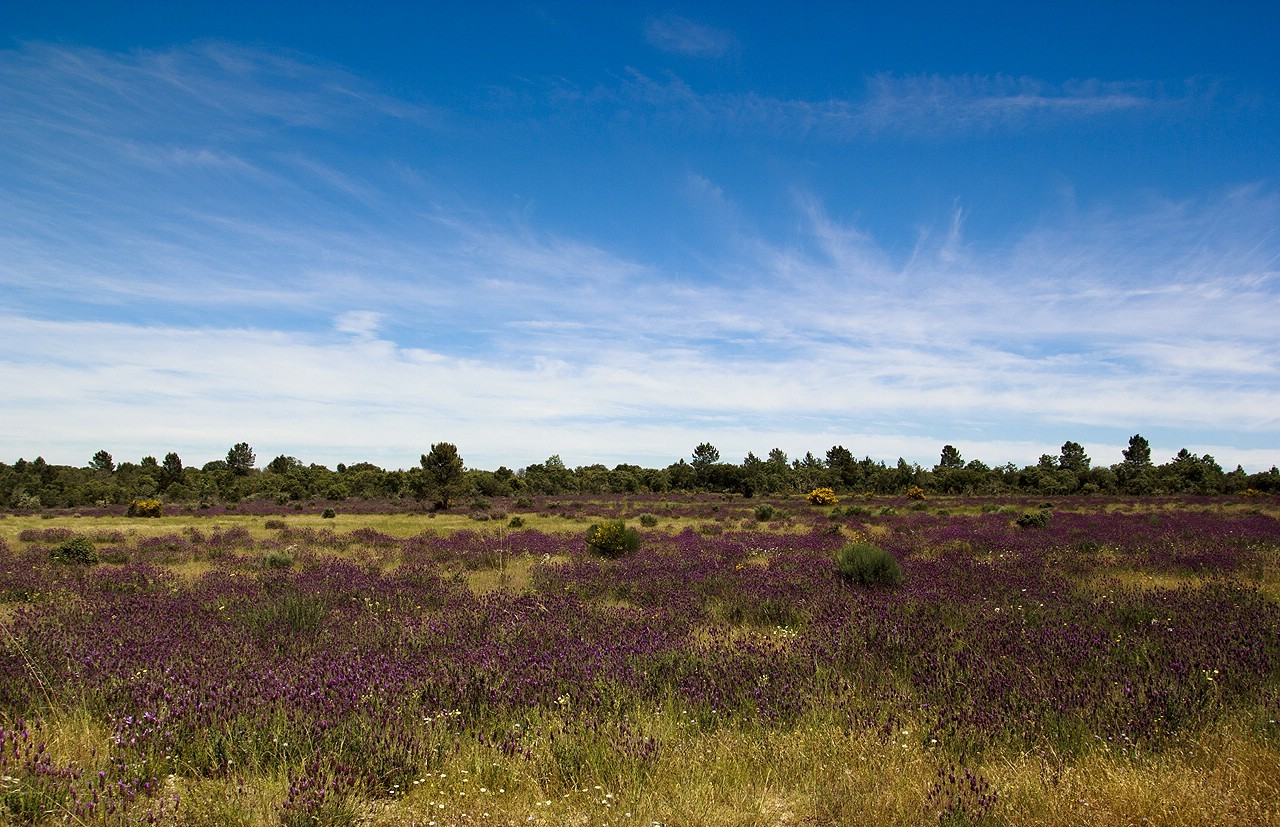
Paisatge típic de l'entorn de Vilar Formoso

La vila és a l'Altiplà Central, la unitat més antiga de la península Ibèrica.
Vilar Formoso és envoltat per diversos massissos muntanyosos, dels quals destaquen al territori portugués la serra de l'Estrela al sud-oest, la serra Marofa al nord i al sud la serra de Malcata.
És a la conca hidrogràfica del Douro, i distan 7 km del seu afluent Côa, curs que marca la unitat de paisatge, en una vall amb paisatge granític.

## Patrimoni arquitectònic i arqueològic

### Sepultures antropomòrfiques
- Camí de Gallecs

Localització: a l'est de la població a 20 m de l'inici de l'accés TIR, en direcció a la Quinta do Prado. Descripció: barreja de zona granítica amb bones franges de pastures. Es tracta de tres sepultures, dues amb configuració antropomòrfica. A 300 m al nord-oest, hi havia una petita necròpoli destruïda per la construcció de l'itinerari IP5.
Classificació cronologicocultural: Alta edat mitjana.
- Pedra Libreira

Localització: A 300 m a l'oest de l'Estació de Camí de Gallecs, en ple centre de Vilar Formoso. Descripció: en part algunes sepultures foren destruïdes perquè el lloc es feu servir de pedrera. Probable necròpoli; es tracta de 4 sepultures, dues amb configuració antropomòrfica. Tres estan pràcticament juntes, l'altra al local que antigament era una pedrera. Classificació cronologicocultural: Alta edat mitjana.

### Església de Sâo João Baptista[3]
L'organització parroquial de Vilar Formoso és segurament anterior al segle XIII, doncs la seua església ja és citada i taxada (15 lliures) en la inscripció de 1320. L'església parroquial i la Capella de la Senhora da Paz són obra dels Templers que D. Dinis va substituir per l'Orde de Crist.
Església de planta longitudinal composta per una sola nau de quatre trams, capella major més estreta i sagristies adossades al nord, formant un volum de masses de volums simples unificats per la mateixa cobertura en teulada de dues aigües. La façana principal, a l'oest, és flanquejada per la torre campanar. Té només un pany amb l'eix marcat per portal en arc de volta perfecta. Torre campanar de planta quadrangular, adossada a la façana principal. El primer registre té accés per una porta que mostra la inscripció "ANNO DE 1740"; la cornisa de la façana sud es corba en cercle per albergar un rellotge. La façana lateral sud es divideix en quatre panys entre contraforts. Sobre el portal lateral, hi ha taulellells amb motiu hagiogràfic. A l'interior es divideix en quatre trams separats per arcs de diafragma de volta perfecta.
Data del segle xiii o XIV - data probable de l'edificació pels Templers; 1321, segons el Catàleg de totes les esglésies, comendes i monestirs que hi havia en els regnes de Portugal i l'Algarve pels anys de 1320 i 1321, del Bisbat de Ciudad Rodrigo (CASTRO, 1902 i GOMES, 1981); 1403: la parròquia s'integra en el denominat "Bisbat Nou" de Lamego, que va incorporar les parròquies anteriorment sota la jurisdicció de la mitra de Ciudad Rodrigo; s. XVI, 1r quart, cobertura de la capella major amb sostre; s. XVIII creació del retaule; 1740, cronograma epigràfic a la llinda de la porta de la torre campanar, indicant-ne una intervenció; 1769, la parròquia s'integra en el Bisbat de Pinhel; s. XIX, creació d'alguns imatges; 1882, 14 de setembre, amb l'extinció del Bisbat de Pinhel, la parròquia s'integra en el Bisbat d'A Guarda; s. XX, dècada de 1990, obres de conservació general.

### Capella Nª. Senhora da Paz
Capella de planta longitudinal composta pel cos de les naus i per la capella major, més estreta, amb cobertura uniforme. La façana principal, a l'oest, mostra portal en arc de volta perfecta obert en l'eix. En el cos de la capella, la façana lateral sud es divideix en quatre panys separats per contraforts. La façana lateral nord també es divideix en quatre panys separats per contraforts. L'interior és desnivellat, amb accés per un graó. Al cos principal, dos pilars laterals creen tres trams.
La seua cronologia se situa entre els segles XIII i XVI; malgrat que la tradició la considera edificada per l'Orde del Temple (BIGOTTE, 1948), la documentació la mostra pertanyent al monestir cistercenc de Santa Maria de Aguiar; segles XVII i XVIII: reconstrucció de la capella medieval, mantenint l'estructura de la nau i transformació de la capella major; segle XX: obres de conservació.

### Capella do Santo Cristo da Cruz
La Capella do Santo Cristo da Cruz és de planta longitudinal composta per porxo, nau i capella major lleugerament més estreta, amb cobertura homogènia de tres aigües. Les façanes posterior i lateral nord-oest són cegues. Cronològicament se situa en el segle XVII: probable construcció de l'immoble; segle XX: obres de conservació.

### Capella de Santa Bàrbara
La Capella de Santa Bàrbara és de planta longitudinal composta per porxo i cos corresponent a la nau, coberts per teulada de tres aigües. Sobre la llinda de la porta, presenta un rètol pintat amb el cronograma "8/9/1867" i el monograma "A.F.R.". Les façanes posterior i lateral del nord-est són cegues. La seua cronologia serà: segle XVII: probable construcció de l'immoble; 1867, 8 de setembre: conclusió de les obres, d'acord amb la data assenyalada al rètol pintat sobre de la porta d'entrada; segle XX: obres de conservació.
L'estació, amb la decoració de taulellells, és de les més boniques de Portugal. L'autor n'és João Alves de Sá, també responsable de panells d'altres estacions portugueses com ara Rio Tinto, Estremoz o Sul i Sueste (Lisboa). Aquests, en la seva majoria, estan dissenyats per mostrar atractius de Portugal dels anys 1930 i 1940, de la Torre de Belém al castell de Guimarães o del Monestir de Batalla a l'ermita de Sâo Brás, a Évora.

## Economia
Respecte a l'estructura econòmica, es pot dir que el municipi d'Almeida és predominantment rural. L'activitat agrícola, a vegades complementada amb petites explotacions agropecuàries, es desenvolupa en àrees de petita dimensió disperses per tot el municipi, i té un caràcter familiar.